# Агадес (султанат)
Агадес (Аїр — до 1515 року) — держава в Західній Африці, яка була важливим центром торгівлі в регіоні Сахель. На початку XVI століття визнав зверхність імперії Сонгаї, у середині XVI століття — Борну. Наприкінці XVIII століття стався занепад. 1900 року підкорено Францією.

## Історія
З XII ст. туареги відчували тиск з боку арабських племен, що прибували до Магрибу, а згодом рушили до південних оаз. 1405 року в області Аїр Юнусом сформовано союз місцевих туарезьких племен. Столицею столо місто Таделіз. У 1449 році вожді туарегів з союзу ітесен (ісандалан) з долини Аї спільно з туарегами з союзів кель-гере й кель-уї заснували фортецю Агадес як торговий пункт. 1450 року перший султан Алісау звів палац та укріплення в Агадесі. Невдовзі почався притік народу хауса. У 1490-х роках султан Мухаммад II
1500 року султанат було завойовано імперією Сонгаї. 1515 року в державі владу перебрав клан кель-уї, який переніс столицю до Агадесу, внаслідок чого державу перейменовано з султанату Аїр на султанат Агадес. Після занепаду останньої у 1591 році Агадес відновив свою незалежність.
Протягом XVII століття в державі спостерігалося різке зниження чисельності населення та економічної активності. На початку цього століття султанат визнав зверхність Борну. З послабленням останньої в Агадесі відбувається піднесення. В результаті султанат здобуває самостійність, переходить до загарбницьких походів. 1674 року за правління Мухаммада V встановлено зверхність над султанатом Адер (на південному сході), 1684 року здійснено успішний похід проти Борну. Потім війська султанату успішно діяли проти замфари та інших західних держав хауса.
У 1740 році держава внаслідок протистояння між різними кланами туарегів, а також хауса, суттєво постраждала, частково було зруйновано столицю. Це стало початком постійних повстань та війн між туарегами. 1786 року столиця держави Агадес зазнало руйнівного потопу.
На початку XIX ст. внаслідок зміни політичної ситуації (утворення халіфату Сокто і імперії Масина) відбувається переорієнтування торгівельних шляхів, внаслідок чого починається занепад держави. 1884 року на Берлінській конференції султанат було віднесено до сфери впливу Франції. Це було затверджено на Брюссельський конференції 1890 року. 1895 року перші французи з'явилися в Агадесі.
1900 році французькі війська встановили тут своє панування. Султанат став частиною колонії Французька Західна Африка. Втім султани зберігалися, але з 1902 року перебували під охороною французьких залог. До 1908 року було встановлений значний контроль, але це спричинило загальне невдоволення туарегів. 1916 року спалахнуло повстання, яке було придушено 1917 року, а султана Абд ар-Рахмана Таґаму ув'язнено.

## Територія
Розташовано на плато Аїр в Сахелі, протягалася між 15 і 20 паралелями. Основними містами були Агадес і Тінтелуст. У період розквіту населення Агадесу становило 30 тис. осіб. в середині XIX ст. зменшується до 8 тис. осіб.

## Устрій
Головою держави був султан, якого часто називали аменокал. Він був релігійним та військовим головою держави. Обирався з правлячого роду членами усіх кланів туарегів. Насамперед опікувався захистом караванних шляхів та торгівельних пунктів. На місцях фактичну владу мали шейхи племен туарегів. Лише під час зовнішньої загрози султан очолював загальне військо. Шейхи племен переважно зберігали самостійність, особливо з XVIII ст. Зрештою султанат перетворився на своєрідну федерацію.
У XVII столітті матрилінійна спадкоємність при обранні султана, яка була традиційною у туарегів, була змінена на патрілінійну.

## Економіка
Основу становила посередницька торгівля та скотарство. Землеробство частково розвинене в оазах. Торгували рабами, сіллю, а також злаками і фруктами, що вирощували в оазах. Також існувало виробництво шкіряних виробів та з дерева. Втім важливішим був дохід від захисту караванів. У XIX ст. провідним економічним центром стало місто Тінтелуст.